# Nieuwleusen
Nieuwleusen – miasto w Holandii, w prowincji Overijssel. W 2008 liczyło 5 930 mieszkańców.